# Queen (album)
Queen (angleško Kraljica) je prvi album britanske rock skupine Queen, izdan leta 1973. Posneli so ga v Trident Studios in De Lane Lea v Veliki Britaniji.

## Pregled
Album vsebuje heavy metal glasbo, na katero sta vplivali skupini Led Zeppelin in Black Sabbath, medtem ko imajo besedila mitično (My Fairy King) in versko (Jesus) vsebino. Avtor petih pesmi od desetih je Freddie Mercury. Brian May je dodal štiri pesmi, Roger Taylor pa eno, v kateri je tudi pel.
Album so posneli v dolgem času, za razliko od mnogih začetnih albumov; to je bilo posledica dejstva, da so člani snemali v času, ko studio ni bil odprt, da bi prihranili denar.
Pesmi 1, 3, 5, 6, 8 in 9 so zaigrali na koncertu marca 1972.
Deseta pesem je bila kratka instrumentalna različica »Seven Seas of Rhye«; polna različica, z vokali, se je pojavila na njihovem naslednjem albumu Queen II.
John Deacon je bil predstavljen kot Deacon John ('Deacon John na bas kitari' na naslovnici). Brian May razlaga: »Klicali smo ga tako, zato smo ga dali na ovitek. John se je strinjal, toda pozneje se je premislil in je hotel, da ga kličejo John Deacon.«
Skupina je na naslovnico dodala komentar 'No synthesizers'(Brez sintetizatorjev), da ne bi poslušalci zamenjali njihovega temeljitega iz več melodij kombiniranega in z veliko efekti ustvarjenega zvoka s sintetizatorji.

## Seznam pesmi

### Stran 1
1. »Keep Yourself Alive« - (May) - 3:46
2. »Doing All Right« - (May in Staffell) - 4:09
3. »Great King Rat« - (Mercury) - 5:41
4. »My Fairy King« - (Mercury) - 4:08

### Stran 2
1. »Liar« - (Mercury) - 6:26
2. »The Night Comes Down« - (May) - 4:23
3. »Modern Times Rock 'n' Roll« - (Taylor) - 1:48
4. »Son And Daughter« - (May) - 3:21
5. »Jesus« - (Mercury) - 3:44
6. »Seven Seas Of Rhye ...« [instrumentalno] - (Mercury) - 1:15

### 1991 Hollywood Records dodane skladbe (ponovna izdaja v ZDA)
1. »Mad The Swine« (prvič izdano) (Mercury) - 3:21
2. »Keep Yourself Alive« (Long Lost Re-take) (May) - 4:04
3. »Liar« (1991 dodan Remix Johna Luongoa in Garyja Hellmana) (Mercury) - 6:26

(Na izvirni izdaji na kaseti je bil vrstni red sledeč, na prvi strani skladbe 1, 2, 5, 9 in 10, na strani dva pa 3, 4, 6, 7 in 8.)

## Izvajalci
- Freddie Mercury: glavni in stranski vokal, klavir, električne orgle, tamburin
- Brian May: električna kitara, akustična kitara, stranski vokal, klavir v pesmi »Doing All Right«
- Roger Taylor: bobni, stranski vokal, vodilni vokal v pesmi »Modern Times Rock N'Roll«
- John Deacon: bas kitara
- John Anthony: producent, stranski vokal v pesmi »Modern Times Rock N'Roll«